# Петр Їрачек
Петр Їрачек (чеськ. Petr Jiráček, нар. 2 березня 1986, Тухоржице) — чеський футболіст, півзахисник клубу «Яблонець».
Насамперед відомий виступами за «Вікторію» (Пльзень), «Гамбург» та національну збірну Чехії.
Чемпіон Чехії. Володар кубка Чехії.

## Клубна кар'єра
У дорослому футболі дебютував 2006 року виступами за команду клубу «Банік» з Соколова, в якій провів два сезони, взявши участь у 40 матчах чемпіонату. 
Своєю грою за цю команду привернув увагу представників тренерського штабу клубу «Вікторія» (Пльзень), до складу якого приєднався 2008 року. Відіграв за пльзенську команду наступні 3,5 сезони своєї ігрової кар'єри. Більшість часу, проведеного у складі «Вікторії», був основним гравцем команди.
До складу німецького «Вольфсбурга» приєднався у грудні 2011 року, уклавши контракт терміном 4,5 роки. У січні 2012 дебютував у складі своєї нової команди.

## Виступи за збірну
2011 року дебютував в офіційних матчах у складі національної збірної Чехії. Наразі провів у формі головної команди країни 28 матчів, забив 3 голи.

## Титули і досягнення
- Чемпіон Чехії (1):

«Вікторія» (Пльзень): 2010-11
- Володар Кубка Чехії (1):

«Вікторія» (Пльзень): 2009-10
- Володар Суперкубка Чехії (1):

«Вікторія» (Пльзень): 2011